# Залив Пьетросул
Зали́в Пьетросу́л (лат. Sinus Pietrosul) — лунное море, представляющее собой залив Моря Дождей.

## Этимология
Название «Бухта Пьетросул» (нем. Pietrosul Bucht) было впервые предложено Кригером и Кёнигом в честь горы в Карпатах. Позже название заменено на английский вариант «Pietrosul Bay» и под № 1459a было включено в первую официальную номенклатуру объектов на поверхности Луны Международного Астрономического союза, изданный М. Благг и К. Мюллером в 1935 году.
Залив Пьетросул был исключён из обновлённой номенклатуры, изданной Койпером в 1961 году.